# Aéroport de Noto
L'aéroport de Noto (能登空港, Noto kūkō) (code IATA : NTQ • code OACI : RJNW), également officieusement connu sous le nom Wajima Airport (輪島空港, Wajima kūkō) ,est un aéroport domestique situé à 12 km sud-sud-est de la ville de Wajima sur la Péninsule de Noto de la Préfecture d'Ishikawa, au Japon.
L'aéroport est un bâtiment de quatre étages avec deux passerelles aéroportuaires. Il est officiellement classé comme aéroport de troisième classe.

## Compagnies aériennes et destinations
| Compagnies         | Destinations              |
| ------------------ | ------------------------- |
| All Nippon Airways | Tokyo-Haneda              |
| China Airlines     | En saison: Taïwan-Taoyuan |
| TransAsia Airways  | Charter: Taïwan-Taoyuan   |

Édité le 26/04/2017
Pour des raisons techniques, il est temporairement impossible d'afficher le graphique qui aurait dû être présenté ici.

Voir la requête brute et les sources sur Wikidata.